# کتابخانه ملی سنگاپور
کتابخانه ملی سنگاپور (به لاتین: National Library) یک کتابخانه ملی در سنگاپور است که در Bugis (subzone) واقع شده است.